# 3931 Batten
A 3931 Batten (ideiglenes jelöléssel 1984 EN) a Naprendszer kisbolygóövében található aszteroida. Edward L. G. Bowell fedezte fel 1984. március 1-jén.